# Rosmalen Open 2024 - Qualificazioni singolare maschile
Le qualificazioni del singolare maschile del Rosmalen Open 2024 sono state un torneo di tennis preliminare per accedere alla fase finale della manifestazione. I vincitori dell'ultimo turno sono entrati di diritto nel tabellone principale. In caso di ritiro di uno o più giocatori aventi diritto a questi sono subentrati i lucky loser, ossia i giocatori che hanno perso nell'ultimo turno ma che avevano una classifica più alta rispetto agli altri partecipanti che avevano comunque perso nel turno finale.

## Teste di serie
1. Roberto Bautista Agut (passato al tabellone principale)
2. Adam Walton (primo turno)
3. Zizou Bergs (ultimo turno, lucky loser)
4. Cristian Garín (ultimo turno)

1. Térence Atmane (primo turno)
2. Zachary Svajda (primo turno)
3. Stefano Napolitano (qualificato)
4. Nicolas Moreno de Alboran (primo turno)

## Qualificati
1. Stefano Napolitano
2. Marc-Andrea Hüsler

1. Tristan Schoolkate
2. Gijs Brouwer

### Lucky loser
1. Zizou Bergs

## Tabellone

### Legenda
| - Q = Qualificato - WC = Wild card - LL = Lucky loser | - ALT = Alternate - SE = Special Exempt - PR = Protected Ranking | - w/o = Walkover - r = Ritirato - d = Squalificato |

### Sezione 1
|  | Primo turno | Primo turno        | Primo turno    | Primo turno | Primo turno |  |  | Ultimo turno | Ultimo turno       | Ultimo turno       | Ultimo turno | Ultimo turno |  |
|  |             |                    |                |             |             |  |  |              |                    |                    |              |              |  |
|  | Alt         | Wesley Koolhof     | Wesley Koolhof | 4           | 2           |  |  |              |                    |                    |              |              |  |
|  | WC          | Robin Haase        | Robin Haase    | 6           | 6           |  |  | WC           | Robin Haase        | Robin Haase        | 4            | 63           |  |
|  |             | Hsu Yu-hsiou       | 4              | 7           | 3           |  |  | 7            | Stefano Napolitano | Stefano Napolitano | 6            | 7            |  |
|  | 7           | Stefano Napolitano | 6              | 6           | 6           |  |  |              |                    |                    |              |              |  |

### Sezione 2
|  | Primo turno | Primo turno        | Primo turno        | Primo turno | Primo turno |  |  | Ultimo turno | Ultimo turno       | Ultimo turno       | Ultimo turno | Ultimo turno |  |
|  |             |                    |                    |             |             |  |  |              |                    |                    |              |              |  |
|  | 2           | Adam Walton        | Adam Walton        | 63          | 1           |  |  |              |                    |                    |              |              |  |
|  |             | Marc-Andrea Hüsler | Marc-Andrea Hüsler | 7           | 6           |  |  |              | Marc-Andrea Hüsler | Marc-Andrea Hüsler | 7            | 7            |  |
|  |             | Otto Virtanen      | 4                  | 6           | 7           |  |  |              | Otto Virtanen      | Otto Virtanen      | 63           | 64           |  |
|  | 6           | Zachary Svajda     | 6                  | 4           | 64          |  |  |              |                    |                    |              |              |  |

### Sezione 3
|  | Primo turno | Primo turno        | Primo turno | Primo turno | Primo turno |  |  | Ultimo turno | Ultimo turno       | Ultimo turno       | Ultimo turno | Ultimo turno |  |
|  |             |                    |             |             |             |  |  |              |                    |                    |              |              |  |
|  | 3/WC        | Zizou Bergs        | Zizou Bergs | 6           | 7           |  |  |              |                    |                    |              |              |  |
|  |             | Omar Jasika        | Omar Jasika | 3           | 65          |  |  | 3/WC         | Zizou Bergs        | Zizou Bergs        | 2            | 3            |  |
|  |             | Tristan Schoolkate | 63          | 7           | 6           |  |  |              | Tristan Schoolkate | Tristan Schoolkate | 6            | 6            |  |
|  | 5           | Térence Atmane     | 7           | 65          | 3           |  |  |              |                    |                    |              |              |  |

### Sezione 4
|  | Primo turno | Primo turno               | Primo turno    | Primo turno | Primo turno |  |  | Ultimo turno | Ultimo turno   | Ultimo turno | Ultimo turno | Ultimo turno |  |
|  |             |                           |                |             |             |  |  |              |                |              |              |              |  |
|  | 4           | Cristian Garín            | Cristian Garín | 7           | 6           |  |  |              |                |              |              |              |  |
|  |             | Denis Evseev              | Denis Evseev   | 5           | 3           |  |  | 4            | Cristian Garín | 4            | 6            | 63           |  |
|  |             | Gijs Brouwer              | 6              | 6           | 6           |  |  |              | Gijs Brouwer   | 6            | 4            | 7            |  |
|  | 8           | Nicolas Moreno de Alboran | 3              | 7           | 1           |  |  |              |                |              |              |              |  |